# يوجين رايموند
يوجين رايموند (بالإنجليزية: Eugene Raymond)‏ هو عسكري جنوب أفريقي، ولد في 1923.